# Trine Schmidt
Trine Schmidt (nascida em 3 de junho de 1988) é uma ciclista dinamarquesa que compete para a equipe feminina britânica Garmin-Cervélo, desde 2011. Tornou-se profissional em 2007 quando alinhava para a equipe Flexpoint.

## Carreira profissional
Especialista em provas do ciclismo de pista, Schmidt é medalhista de prata no campeonato mundial de corrida por pontos em 2008.
Participou nos Jogos Olímpicos de 2008 em Pequim, competindo na prova de corrida por pontos e terminando na décima oitava posição.